# Go Woo-ri
Go Woo-ri (hangul: 고나은; Jeonju, 22 de febrero de 1988), conocida artísticamente como Go Na-eun o Woori (hangul: 우리), es una cantante y actriz surcoreana. Fue miembro del grupo femenino surcoreano Rainbow y su subunidad Rainbow Blaxx.

## Carrera
En 2018 cambió su nombre artístico de Go Woo-ri por Go Na-eun.
Actualmente es miembro de la agencia DSP Media. Previamente fue aprendiz de la agencia SM Entertainment.

### Rainbow
Debutó como la cantante principal del grupo de chicas Rainbow y fue la última miembro en unirse al grupo. El 12 de noviembre de 2009, Rainbow lanzó un miniálbum llamado Gossip Girl. Esta chica fue considerada como la más hermosa en su grupo.

### Actuación
El 10 de noviembre de 2011 debutó como actriz en la película Eres Mi Mascota.
En 2011, Woo-ri fue miembro del elenco de la segunda temporada de Invencible Juventud de KBS2.
En 2018 se unió al elenco del drama "Yeonnam-dong 539 y luego fue elegida para un papel en la película de terror Whispers. En julio se unió al elenco de la serie de KBS, My Only One.
En julio de 2021 se anunció que se había unido al elenco de la serie The Mentalist donde interpretará a Park Eun-hye, una detective de la policía que es el "cerebro" de la unidad de investigación regional y quien suele ser parte del equipo de apoyo, pero siempre está esperando su oportunidad de llegar a la escena del crimen. La serie es la adaptación coreana de la serie The Mentalist.

## Filmografía

### Series de televisión
| Año  | Título                       | Papel                                      | Red  | Notas        |
| ---- | ---------------------------- | ------------------------------------------ | ---- | ------------ |
| 2012 | I Need a Fairy               | Go Ria                                     | KBS2 |              |
| 2013 | Respuesta de 1994            | "Uhm Jung-hwa" de la Universidad de Yonsei | tvN  | Cameo        |
| 2013 | Couple Clinic: Love and War  | Go Eun                                     | KBS2 |              |
| 2014 | Glorious Day                 | Jung Da-en                                 | SBS  |              |
| 2015 | Queen's Flower               | Seo Yoo-ra                                 | MBC  |              |
| 2016 | Start Again                  | Lee Ye-ra                                  | MBC  |              |
| 2018 | Yeonnam-dong 539             | Seok Hacer-hee                             | MBN  |              |
| 2018 | My Only One                  | So Young-bae                               | KBS  | [ 8 ]        |
| 2019 | Love in Sadness              | Oh Cheol-young                             | KBS2 | [ 9 ] [ 10 ] |
| 2020 | Live On                      |                                            | JTBC | ep. 1        |
| 2020 | True Beauty                  | Selena Lee                                 | tvN  |              |
| 2021 | Hello, Me! (Hello? It’s Me!) | Bang Ok-joo                                | KBS2 | [ 11 ]       |
| 2022 | The Mentalist                | Det. Park Eun-hye                          |      |              |
| 2025 | Riding Life                  | Animom                                     | ENA  | [ 12 ]       |

### Cine
| Año  | Título          | Papel        | Notas              |
| ---- | --------------- | ------------ | ------------------ |
| 2010 | Heartbeat       |              | Cameo              |
| 2011 | Eres Mi Mascota | Lee Min-seon | personaje de apoyo |
| 2018 | The Whispering  |              |                    |